# In a Darkened Room
«In a Darkened Room» —en español: «En un Cuarto Oscurecido»— es una canción de la banda de heavy metal estadounidense Skid Row, fue el cuarto sencillo del segundo álbum de la banda Slave to the Grind, lanzado en 1991.
Fue la tercera balada del álbum junto a Quicksand Jesus y Wasted Time, siendo escrita por Sebastian Bach, Rachel Bolan y Dave Sabo.
Con la aparición del grunge ese año, a pesar de que la banda estaba en uno de sus mejores momentos, el sencillo se vio totalmente opacado respecto a sus predecesores, alcanzando a entrar solamente en las listas de Suiza en el casillero número 27.
Al igual que Wasted Time, la canción fue excluida del álbum recopilatorio 40 Seasons: The Best of Skid Row, siendo los únicos dos sencillos que no aparecen en dicho álbum.

## Lista de canciones
1. «In a Darkened Room
2. «Beggar's Day»
3. «C'mon and Love Me» (versión de Kiss)

- Datos: Q3301065